# Seznam soch svatého Jana Nepomuckého v Praze
Seznam soch Jana Nepomuckého v Praze obsahuje 57 soch umístěných v Praze ve veřejném prostoru nebo venkovních částech soukromých staveb včetně soch přemístěných a odstraněných. Seznam nemusí být úplný.

## Seznam soch
Seznam je řazen podle pražských katastrů.

| Katastr         | Fotografie | Lokace                                                         | Autor                                                                        | Rok         | Poznámka |
| --------------- | --- | -------------------------------------------------------------- | ---------------------------------------------------------------------------- | ----------- | --- |
| Braník          | Kategorie „Statue of John of Nepomuk in Braník“ na Wikimedia Commons                                                | Školní 50°2′16,83″ s. š., 14°24′48,49″ v. d.                   | okruh Ignáce Františka Platzera                                              | okolo 1750  | od roku 1950 před kostelem svatého Prokopa, původně v Dominikánském dvoře, Kulturní památka, číslo ÚSKP 44368/1-1347                                                                                |
| Břevnov         | Kategorie „Statue of John of Nepomuk in Břevnov (Břevnov monastery)“ na Wikimedia Commons                           | Markétská 1/19 50°5′4,06″ s. š., 14°21′20,87″ v. d.            | Karel Josef Hiernle (1693–1748)                                              | 1745        | Břevnovský klášter, dvůr, Kulturní památka, číslo ÚSKP 11718/1-1426 |
| Břevnov         | Kategorie „Statue of John of Nepomuk in Břevnov (Za Strahovem street)“ na Wikimedia Commons                         | Za Strahovem 351/46 50°4′56,97″ s. š., 14°22′29,58″ v. d.      |                                                                              |             | v zahradě před domem |
| Březiněves      | Kategorie „Statue of John of Nepomuk in Březiněves“ na Wikimedia Commons                                            | U parku 50°9′52,47″ s. š., 14°29′4,79″ v. d.                   |                                                                              |             | park |
| Čakovice        | Kategorie „Statue of John of Nepomuk in Čakovice“ na Wikimedia Commons                                              | Cukrovarská 50°9′6,01″ s. š., 14°31′25,36″ v. d.               |                                                                              |             | u kostela svatého Remigia, Kulturní památka, číslo ÚSKP 40816/1-1701 |
| Čimice          | Kategorie „Statue of John of Nepomuk in Čimice“ na Wikimedia Commons                                                | Lužecká 50°8′25,94″ s. š., 14°25′45,1″ v. d.                   |                                                                              |             | výklenek bývalé kaple, součást areálu čimické tvrze, Kulturní památka, číslo ÚSKP 41374/1-2066 |
| Dolní Počernice | Kategorie „Statue of John of Nepomuk in Dolní Počernice (zámek)“ na Wikimedia Commons                               | Národních Hrdinů 50°5′17,76″ s. š., 14°34′48,52″ v. d.         |                                                                              |             | areál zámku s pivovarem |
| Dolní Počernice | Kategorie „Statue of John of Nepomuk in Dolní Počernice (Ellen Jilemnická)“ na Wikimedia Commons                    | Národních Hrdinů 50°5′18,43″ s. š., 14°34′37,54″ v. d.         | Ellen Jilemnická (*1946)                                                     | 2004        | u zámeckého parku |
| Ďáblice         | Kategorie „Statue of John of Nepomuk in Ďáblice“ na Wikimedia Commons                                               | U Parkánu 50°8′52,18″ s. š., 14°29′6,04″ v. d.                 |                                                                              | 1767        | Socha svatého Jana Nepomuckého nika výklenkové kaple, Kulturní památka, číslo ÚSKP 40812/1-1699 |
| Hloubětín       | Kategorie „Statue of John of Nepomuk in Hloubětín“ na Wikimedia Commons                                             | Hloubětínská 50°6′13,12″ s. š., 14°32′4,11″ v. d.              |                                                                              | 1818        | za branou bývalého hřbitova u kostela svatého Jiří, Kulturní památka, číslo ÚSKP 40711/1-1639 |
| Hlubočepy       | Kategorie „Statue of John of Nepomuk in Hlubočepy“ na Wikimedia Commons                                             | Pod Žvahovem 7/37 50°2′31,31″ s. š., 14°23′42,48″ v. d.        |                                                                              | 1801        | Socha svatého Jana Nepomuckého Kulturní památka, číslo ÚSKP 40869/1-1736, na fasádě domu, původně v kapličkovité nice v ohradní zdi                                                                 |
| Hlubočepy       | Kategorie „Statue of Saint John of Nepomuk at Zlíchov church“ na Wikimedia Commons                                  | Na Zlíchově 50°2′51,46″ s. š., 14°24′31,74″ v. d.              |                                                                              |             | před kostelem svatého Filipa a Jakuba, Kulturní památka, číslo ÚSKP 40315/1-1371 |
| Holešovice      | Kategorie „Statue of John of Nepomuk in Holešovice“ na Wikimedia Commons                                            | Kostelní 50°5′51,56″ s. š., 14°25′56,98″ v. d.                 |                                                                              |             | v ohradní zdi ve výklenkové kapli před vchodem na hřbitov s kostelem svatého Klimenta , Kulturní památka, číslo ÚSKP 40576/1-1547                                                                   |
| Hostivař        | Kategorie „Statue of John of Nepomuk in Hostivař“ na Wikimedia Commons                                              | Selská 50°2′56,76″ s. š., 14°31′26,76″ v. d.                   |                                                                              |             | areál kostela Stětí svatého Jana Křtitele |
| Hradčany        | Kategorie „Statue of John of Nepomuk in Kanovnická (Prague)“ na Wikimedia Commons                                   | Kanovnická 50°5′25,13″ s. š., 14°23′36,56″ v. d.               |                                                                              |             | ve výklenku hodinové věže kostela svatého Jana Nepomuckého, Kulturní památka, číslo ÚSKP 39590/1-902                                                                                                |
| Hradčany        | Kategorie „Statue of Saint John of Nepomuk at Pohořelec“ na Wikimedia Commons                                       | Pohořelec 50°5′15,24″ s. š., 14°23′20,89″ v. d.                | Jan Antonín Quitainer (1709–1765)                                            | 1752        | Kulturní památka, číslo ÚSKP 39599/1-910 |
| Hradčany        | Kategorie „Statue of Saint John of Nepomuk (Radnické schody)“ na Wikimedia Commons                                  | Radnické schody 50°5′19,19″ s. š., 14°23′47,89″ v. d.          | Ferdinand Maxmilián Brokoff (1688–1731) Michal Jan Josef Brokoff (1686–1721) | 1709        | Kulturní památka, číslo ÚSKP 39605/1-913 |
| Hradčany        | Kategorie „Statue of John of Nepomuk on the west facade of St. George's Basilica (Prague)“ na Wikimedia Commons     | Náměstí U Svatého Jiří 50°5′27,85″ s. š., 14°24′8,4″ v. d.     | Ferdinand Maxmilián Brokoff (1688–1731)                                      |             | nad portálem baziliky svatého Jiří |
| Hradčany        | Kategorie „Statue of John of Nepomuk in Černínská (Prague)“ na Wikimedia Commons                                    | Černínská 97/5 50°5′26,57″ s. š., 14°23′23,69″ v. d.           |                                                                              |             | jihovýchodní nároží zahrady domu, Kulturní památka, číslo ÚSKP 39678/1-958 |
| Hradčany        | Kategorie „Cenotaph of John of Nepomuk (Platzer)“ na Wikimedia Commons                                              | Pražský hrad 50°5′26,97″ s. š., 14°24′4,31″ v. d.              | Ignác František Platzer (1717–1787)                                          | 1763        | jižní strana Katedrály svatého Víta, Václava a Vojtěcha, Kulturní památka, číslo ÚSKP 11719/1-922                                                                                                   |
| Koloděje        | Kategorie „Statue of Saint John of Nepomuk in Koloděje“ na Wikimedia Commons                                        | K jízdárně 4/11 50°3′40,63″ s. š., 14°38′11,69″ v. d.          |                                                                              | 18. století | Socha svatého Jana Nepomuckého zámecká jízdárna, Kulturní památka, číslo ÚSKP 41250/1-1984 |
| Košíře          | Kategorie „Statue of John of Nepomuk in Cibulka“ na Wikimedia Commons                                               | Nad Hliníkem 50°4′2,8″ s. š., 14°21′10,6″ v. d.                | Josef Malínský (1752–1827)                                                   | 1822        | Socha svatého Jana Nepomuckého, vstup do Lesoparku Cibulka, Kulturní památka, číslo ÚSKP 40321/1-1375                                                                                               |
| Kunratice       | Kategorie „Statue of John of Nepomuk (Kunratice)“ na Wikimedia Commons                                              | Kostelní náměstí 50°0′46,42″ s. š., 14°29′0,73″ v. d.          |                                                                              |             | park před kostelem |
| Liboc           | Kategorie „Statue of John of Nepomuk in Liboc“ na Wikimedia Commons                                                 | Libocká 50°5′19,41″ s. š., 14°19′37,98″ v. d.                  |                                                                              | 18. století | Socha svatého Jana Nepomuckého ve výklenkové kapli, původní kaple se sochou při západní ohradní zdi areálu statku čp. 10, kaple zbořena, socha přenesena, Kulturní památka, číslo ÚSKP 41476/1-2129 |
| Malá Strana     | Kategorie „Statue of John of Nepomuk on Charles Bridge“ na Wikimedia Commons                                        | Karlův most 50°5′11,99″ s. š., 14°24′36,87″ v. d.              | Jan Brokoff (1652–1718)                                                      | 1683        | Socha svatého Jana Nepomuckého, Karlův most, Kulturní památka, číslo ÚSKP 11730/1-15 |
| Malá Strana     | Kategorie „Statue of John of Nepomuk in Dražického náměstí“ na Wikimedia Commons                                    | Dražického náměstí 76/12 50°5′14,27″ s. š., 14°24′25,54″ v. d. |                                                                              | 18. století | v nice domu U tří pštrosů, Kulturní památka, číslo ÚSKP 44429/1-562 |
| Malá Strana     | Kategorie „Statue of John of Nepomuk in Kampa“ na Wikimedia Commons                                                 | Na Kampě 511/12 50°5′10,76″ s. š., 14°24′31,84″ v. d.          |                                                                              | 19. století | v nice domu U Štýgrů, Kampa, Kulturní památka, číslo ÚSKP 39559/1-882 |
| Malá Strana     | Kategorie „Statue of John of Nepomuk in Nerudova (Prague)“ na Wikimedia Commons                                     | Nerudova 206/4 50°5′19,19″ s. š., 14°24′6,31″ v. d.            |                                                                              |             | ve štítě domů U zlaté kotvy a U tří červených jelínků Kulturní památka, číslo ÚSKP 39194/1-658 |
| Malá Strana     | Kategorie „Statue of Saint John of Nepomuk on the Holy Trinity column at Malostranské náměstí“ na Wikimedia Commons | Malostranské náměstí 50°5′17,86″ s. š., 14°24′8,9″ v. d.       | Jan Oldřich Mayer (1666–1721) Ferdinand Geiger (1655–1715)                   | 1713        | součást sloupu Nejsvětější Trojice, Kulturní památka, číslo ÚSKP 38884/1-461 |
| Malá Strana     | Kategorie „Statue of Saint John of Nepomuk at Malá Strana, Na prádle“ na Wikimedia Commons                          | Říční 50°4′54,92″ s. š., 14°24′23,45″ v. d.                    | Michal Jan Josef Brokoff (1686–1721)                                         | 1715        | Kostel Jana Křtitele Na Prádle, Kulturní památka, číslo ÚSKP 38931/1-495 |
| Malá Strana     | Kategorie „Statue of John of Nepomuk in Újezd (Malá Strana)“ na Wikimedia Commons                                   | U Lanové dráhy 409/2 50°4′58,13″ s. š., 14°24′15″ v. d.        |                                                                              |             | s Palladiem jako atributem |
| Malá Strana     | Kategorie „Statue of John of Nepomuk in Šporkova (Prague)“ na Wikimedia Commons                                     | Šporkova 319/III 50°5′16,75″ s. š., 14°23′50,32″ v. d.         |                                                                              |             | Kulturní památka, číslo ÚSKP 38899/1-474 |
| Nové Město      | Kategorie „Statue of John of Nepomuk in Jindřišská street, Prague“ na Wikimedia Commons                             | Jindřišská 50°5′5,36″ s. š., 14°25′48,85″ v. d.                | Michal Jan Josef Brokoff (1686–1721)                                         | 1709        | před kostelem svatého Jindřicha a svaté Kunhuty, Kulturní památka, číslo ÚSKP 39829/1-1050 |
| Nové Město      | Kategorie „Statue of John of Nepomuk in Jungmannovo náměstí (Prague)“ na Wikimedia Commons                          | Jungmannovo náměstí 50°4′58,56″ s. š., 14°25′23,51″ v. d.      | Jan Oldřich Mayer (1666–1721)                                                | 1715        | nádvoří kostela Panny Marie Sněžné, Kulturní památka, číslo ÚSKP 39825/1-1048 |
| Nové Město      | Kategorie „Statue of John of Nepomuk in Náměstí Republiky (Prague)“ na Wikimedia Commons                            | Náměstí Republiky 1077/2 50°5′19,3″ s. š., 14°25′44,12″ v. d.  |                                                                              | 1741        | výklenek před kostelem svatého Josefa, Kulturní památka, číslo ÚSKP 39838/1-1055 |
| Nové Město      | Kategorie „Statue of John of Nepomuk in Spálená street, Prague“ na Wikimedia Commons                                | Spálená 50°4′46,06″ s. š., 14°25′11,09″ v. d.                  | Michal Jan Josef Brokoff (1686–1721)                                         | 1719        | u kostela Nejsvětější Trojice, Kulturní památka, číslo ÚSKP 39822/1-1046 |
| Nové Město      | Kategorie „Statue of Saint John of Nepomuk at Saint Ursula Church in Prague“ na Wikimedia Commons                   | Národní 50°4′53,21″ s. š., 14°24′57,75″ v. d.                  | Ignác František Platzer (1717–1787)                                          | 1747        | před kostelem svaté Voršily, Kulturní památka, číslo ÚSKP 50765/1-1054 |
| Nové Město      | Kategorie „Statue of John of Nepomuk in Vojtěšská (Prague)“ na Wikimedia Commons                                    | Vojtešská 50°4′42,8″ s. š., 14°24′54,09″ v. d.                 |                                                                              | 1740        | u kostela svatého Vojtěcha, Kulturní památka, číslo ÚSKP 39818/1-1044 |
| Nusle           | Kategorie „Statue of John of Nepomuk in Pankrác“ na Wikimedia Commons                                               | Sinkulova 50°3′28,3″ s. š., 14°25′53,12″ v. d.                 |                                                                              |             | Pankrác, Kostel svatého Pankráce, Kulturní památka, číslo ÚSKP 40260/1-1337 |
| Prosek          | Kategorie „Statue of John of Nepomuk on the Prosek rectory“ na Wikimedia Commons                                    | U proseckého kostela 5/3 50°7′5,49″ s. š., 14°29′38,85″ v. d.  |                                                                              | 18. století | fara, konzola nad vchodem, Kulturní památka, číslo ÚSKP 40706/1-1637 |
| Radlice         | Kategorie „Statue of John of Nepomuk in Radlice“ na Wikimedia Commons                                               | Radlická 50°3′32,37″ s. š., 14°23′17,91″ v. d.                 |                                                                              | 19. století | před kaplí svatého Jana Nepomuckého, Kulturní památka, číslo ÚSKP 40311/1-1369 |
| Smíchov         | | Holečkova 2261/50 50°4′21,28″ s. š., 14°23′14,59″ v. d.        |                                                                              | 18. století | Socha svatého Jana Nepomuckého soukromý pozemek, původně na portálu domku u zaniklé usedlosti Dolní Palata, Kulturní památka, číslo ÚSKP 40840/1-1715                                               |
| Smíchov         | Kategorie „Statue of John of Nepomuk (Prague, Bieblova street)“ na Wikimedia Commons                                | Bieblova 182/15 50°3′57,23″ s. š., 14°24′5,77″ v. d.           |                                                                              |             | ohradní zeď usedlosti Doubková, Kulturní památka, číslo ÚSKP 40371/1-1404 |
| Smíchov         | Kategorie „Statue of John of Nepomuk in Smíchov (Štefánikova street)“ na Wikimedia Commons                          | Štefánikova 203/23 50°4′27,84″ s. š., 14°24′13,04″ v. d.       |                                                                              |             | nároží domu v 1. patře |
| Staré Město     | Kategorie „Statue of John of Nepomuk in Alšovo nábřeží“ na Wikimedia Commons                                        | Alšovo nábřeží 85/2 50°5′15,4″ s. š., 14°24′49,96″ v. d.       |                                                                              |             | Městský dům Prádlo, Na Muráni, ve výklenku štítu, Kulturní památka, číslo ÚSKP 38241/1-56 |
| Staré Město     | Kategorie „Statue of John of Nepomuk in Dušní (Prague)“ na Wikimedia Commons                                        | Dušní 50°5′23,75″ s. š., 14°25′13,36″ v. d.                    | Ferdinand Maxmilián Brokoff (1688–1731)                                      | 1725        | u kostela svatého Ducha, Kulturní památka, číslo ÚSKP 38205/1-33 |
| Staré Město     | Kategorie „Statue of John of Nepomuk in Králodvorská (Prague)“ na Wikimedia Commons                                 | Králodvorská 665/9 50°5′17,11″ s. š., 14°25′36,58″ v. d.       |                                                                              |             | na zdi domu |
| Staré Město     | Kategorie „Statue of John of Nepomuk in Liliová (Prague)“ na Wikimedia Commons                                      | Liliová 221/13 50°5′8,22″ s. š., 14°24′58,65″ v. d.            |                                                                              |             | Čejkovský palác, průjezd, Kulturní památka, číslo ÚSKP 38334/1-114 |
| Staré Město     | Kategorie „Statue of John of Nepomuk in Ungelt“ na Wikimedia Commons                                                | Týn 642/6 50°5′16,49″ s. š., 14°25′25,67″ v. d.                |                                                                              |             | Ungelt, Dům U Černého medvěda, Kulturní památka, číslo ÚSKP 44532/1-349 |
| Staré Město     | | Staroměstské náměstí 50°5′16,07″ s. š., 14°25′11,66″ v. d.     |                                                                              |             | nika nad jižním vchodem do kostela svatého Mikuláše (Staré Město), Kulturní památka, číslo ÚSKP 38203/1-32                                                                                          |
| Šeberov         | Kategorie „Statue of Saint John of Nepomuk in Šeberov“ na Wikimedia Commons                                         | K Hrnčířům K Rozkoši 50°0′45,95″ s. š., 14°30′52,5″ v. d.      |                                                                              | 18. století | Socha svatého Jana Nepomuckého Kulturní památka, číslo ÚSKP 41104/1-1885 |
| Uhříněves       | Kategorie „Statue of Saint John of Nepomuk with putti in Uhříněves“ na Wikimedia Commons                            | Přátelství 50°1′45,73″ s. š., 14°36′13,89″ v. d.               |                                                                              |             | park před kostelem Všech svatých, Kulturní památka, číslo ÚSKP 44549/1-2004 |
| Vinoř           | Kategorie „Statue of John of Nepomuk in Vinoř“ na Wikimedia Commons                                                 | Vinořské náměstí 50°8′33,3″ s. š., 14°34′49,6″ v. d.           | dílna F. I. Platzera                                                         | 1755        | Socha svatého Jana Nepomuckého park, Kulturní památka, číslo ÚSKP 41258/1-1988 |
| Vršovice        | Kategorie „Statue of John of Nepomuk in Vršovice“ na Wikimedia Commons                                              | Moskevská 50°4′9,74″ s. š., 14°27′6,88″ v. d.                  |                                                                              |             | u kostela svatého Mikuláše, Kulturní památka, číslo ÚSKP 40767/1-1672 |
| Vyšehrad        | Kategorie „Statue of John of Nepomuk, Vyšehrad“ na Wikimedia Commons                                                | Karlachovy sady 50°3′52,87″ s. š., 14°25′10,81″ v. d.          |                                                                              |             | Vyšehrad, park |
| Záběhlice       | Kategorie „Statue of John of Nepomuk in Práče (Záběhlice)“ na Wikimedia Commons                                     | Práčská 3152/75 50°3′10,77″ s. š., 14°30′22,14″ v. d.          |                                                                              | po 1710     | Práče, u zámecké sýpky, Kulturní památka, číslo ÚSKP 40745/1-1660 |
| Žižkov          | | Krásova 1841/4 50°4′56,75″ s. š., 14°26′52,72″ v. d.           |                                                                              |             | Socha svatého Jana Nepomuckého výklenek ve dvoře domu, bývalá zahrada usedlosti Horní Sklenářka, Kulturní památka, číslo ÚSKP 103479                                                                |